# Consolat General d'Itàlia a Barcelona
El Consolat d'Itàlia a Barcelona és la missió diplomàtica de la República Italiana a la ciutat de Barcelona. Des del juny de 2021 la seva seu es troba al número 185 del carrer d'Aribau, al districte de Sarrià-Sant Gervasi de Barcelona. El consolat dona cobertura a Catalunya, País Valencià, Illes Balears i Pitiüses, Andorra, Aragó i Regió de Múrcia.
Des del 21 de juliol de 2021 i en substitució de Gaia Danese, el càrrec de cònsol general recau en Emanuele Manzitti (Gènova, 1974), llicenciat en Administració i direcció d'empreses a la Universitat Bocconi de Milà i diplomàtic des del 2001. Entre alguns dels càrrecs desenvolupats a la carrera diplomàtica hi ha el de primer secretari de l'ambaixada italiana a Amman (2004-2007); membre de la Missió Permanent a l'OTAN (2009-2013); membre de l'Oficina de l'assessor diplomàtic del president de la República a Roma (2013-2017) i cap de l'oficina de premsa de l'ambaixada italiana a Washington DC (2017-2021). Així mateix desenvolupà tasques a la Comissió Europea, la Direcció General de Relacions Exteriors (2007-2009) i el Secretariat Internacional de l'OTAN. L'any 2010 es casà amb Jumana i és pare de dues filles.
El juliol de 2021 es traslladà la seu del carrer de Mallorca, número 27, al carrer d'Aribau, número 185. Els motius exposats per la nova seu de 1000 metres quadrats de superfície foren la necessitat de donar cobertura al creixement de la població italiana que augmentà un 40% en els darrers 5 anys. Ja en la nova ubicació, el 24 de setembre de 2021 fou indret de concentració i protestes, després que la policia italiana detingués la nit abans al president de la Generalitat de Catalunya a l'exili Carles Puigdemont quan es desplaçà a Sardenya per a assistir al certamen de cultura popular L'Aplec Internacional, organitzat anualment per IdFolk a l'Alguer.